# Memecylon occultum
Memecylon occultum är en tvåhjärtbladig växtart som beskrevs av Jacq.-fel.. Memecylon occultum ingår i släktet Memecylon och familjen Melastomataceae. Inga underarter finns listade i Catalogue of Life.